# إليسي أندروز
إليسي أندروز (ولدت في 31 ديسمبر 1999) هي متسابقة دراجات نيوزيلندية، مثلت نيوزيلندا في دورة ألعاب الكومنولث 2018 والألعاب الأولمبية الصيفية 2020، حيث حصلت على الميدالية الفضية في سباق كيرين. في دورة الألعاب الأولمبية الصيفية 2024 حصلت على ميداليتين ذهبيتين لفوزها بسباق كيرين وسباق السرعة، بالإضافة إلى الميدالية الفضية في سباق السرعة الجماعي.